# Where Greater Men Have Fallen
Where Greater Men Have Fallen – ósmy album studyjny irlandzkiego zespołu black metalowego Primordial. Wydawnictwo ukazało się 25 listopada 2014 roku nakładem wytwórni muzycznej Metal Blade Records.

## Lista utworów
Opracowano na podstawie materiału źródłowego.
1. "Where Greater Men Have Fallen" (sł. A.A. Nemtheanga, muz. Michael O'Floinn, Primordial) - 08:06
2. "Babel's Tower" (sł. A.A. Nemtheanga, muz. Ciáran MacUiliam, Primordial) - 08:14
3. "Come the Flood" (sł. A.A. Nemtheanga, muz. Ciáran MacUiliam, Primordial) - 07:16
4. "The Seed of Tyrants" (sł. A.A. Nemtheanga, muz. Ciáran MacUiliam, Primordial) - 05:31
5. "Ghosts of the Charnel House" (sł. A.A. Nemtheanga, muz. Pól MacAmlaigh, Primordial) - 07:28
6. "The Alchemist's Head" (sł. A.A. Nemtheanga, muz. Ciáran MacUiliam, Primordial) - 06:06
7. "Born to Night" (sł. A.A. Nemtheanga, muz. Ciáran MacUiliam, Primordial) - 08:54
8. "Wield Lightning to Split the Sun" (sł. A.A. Nemtheanga, muz. Ciáran MacUiliam, Primordial) - 07:03

## Notowania
| Rok  | Lista                   | Kraj       | Pozycja |
| ---- | ----------------------- | ---------- | ------- |
| 2014 | Media Control Charts    | Niemcy     | 34      |
| 2014 | Schweizer Hitparade     | Szwajcaria | 97      |
| 2014 | Suomen Virallinen Lista | Finlandia  | 45      |